# GTK Gliwice
O Gliwickie Towarzystwo Koszykówki Gliwice, conhecido simplesmente por GTK Gliwice, é um clube profissional de Basquetebol localizado em Gliwice, Polónia que atualmente disputa a Liga Polonesa (PLK). Manda seus jogos na Arena Gliwice com capacidade para 13.752 espectadores. 

## Histórico de temporadas
| Temporada | Nível | Liga   | Pos.                          | V/D                           | PL                            | Resultado                     | Copa da Polônia | Competições europeias |
| --------- | ----- | ------ | ----------------------------- | ----------------------------- | ----------------------------- | ----------------------------- | --------------- | --------------------- |
| 2011-12   | 3     | 2 Liga | 8º                            | 13-13                         | 0-2                           | Quartas de finais-GB          |                 |                       |
| 2012-13   | 3     | 2 Liga | 4º                            | 13-7                          | 3-3                           | Semifinais                    |                 |                       |
| 2013-14   | 3     | 2 Liga | 2º                            | 19-3                          | 5-3                           | PromovidoFinalista            |                 |                       |
| 2014-15   | 2     | 1 Liga | 10º                           | 10-16                         |                               |                               |                 |                       |
| 2015-16   | 2     | 1 Liga | 15º                           | 9-21                          |                               |                               |                 |                       |
| 2016–17   | 2     | 1 Liga | 3º                            | 20-10                         | 6-3                           | PromovidoFinalista            |                 |                       |
| 2017–18   | 1     | PLK    | 14º                           | 10-22                         |                               |                               |                 |                       |
| 2018–19   | 1     | PLK    | 12º                           | 11-19                         |                               |                               |                 |                       |
| 2019-20   | 1     | PLK    | Cancelado - Pandemia COVID-19 | Cancelado - Pandemia COVID-19 | Cancelado - Pandemia COVID-19 | Cancelado - Pandemia COVID-19 |                 |                       |
| 2020-21   | 1     | PLK    | 12º                           | 11-19                         |                               |                               |                 |                       |
| 2021-22   | 1     | PLK    | 15º                           | 6-24                          |                               |                               |                 |                       |
| 2022-23   | 1     | PLK    | 14º                           | 10-20                         |                               |                               |                 |                       |
| 2023-24   | 1     | PLK    | 14º                           | 9-21                          |                               |                               |                 |                       |
| 2024-25   | 1     | PLK    | 12º                           | 12-18                         |                               |                               |                 |                       |
| 2025-26   | 1     | PLK    |                               |                               |                               |                               |                 |                       |

fonte:eurobasket.com

## Títulos
Segunda divisão
Finalista (1):2016-17
Terceira divisão
Finalista (1):2013-14

## Artigos relacionados
- Liga Polonesa de Basquetebol
- Seleção Polonesa de Basquetebol